# Lijst van voetbalinterlands Japan - Uruguay
Deze lijst van voetbalinterlands is een overzicht van alle officiële voetbalwedstrijden tussen de nationale teams van Japan en Uruguay. De landen speelden tot op heden negen keer tegen elkaar. De eerste ontmoeting, een vriendschappelijke wedstrijd, vond plaats in Tokio op 26 mei 1985. Het laatste duel, eveneens een vriendschappelijke wedstrijd, werd gespeeld op 24 maart 2023 in de Japanse hoofdstad.

## Wedstrijden
| № | Plaats       | Datum            | Competitie        | Wedstrijd       | Uitslag |
| - | ------------ | ---------------- | ----------------- | --------------- | ------- |
| 1 | Tokio        | 26 mei 1985      | Vriendschappelijk | Japan – Uruguay | 1 – 4   |
| 2 | Osaka        | 25 augustus 1996 | Vriendschappelijk | Japan – Uruguay | 5 – 3   |
| 3 | Tokio        | 28 maart 2003    | Vriendschappelijk | Japan – Uruguay | 2 – 2   |
| 4 | Sapporo      | 20 augustus 2008 | Vriendschappelijk | Japan – Uruguay | 1 – 3   |
| 5 | Rifu         | 14 augustus 2013 | Vriendschappelijk | Japan − Uruguay | 2 − 4   |
| 6 | Sapporo      | 5 september 2014 | Vriendschappelijk | Japan − Uruguay | 0 − 2   |
| 7 | Saitama      | 16 oktober 2018  | Vriendschappelijk | Japan − Uruguay | 4 − 3   |
| 8 | Porto Alegre | 20 juni 2019     | Copa América 2019 | Uruguay - Japan | 2 − 2   |
| 9 | Tokio        | 24 maart 2023    | Vriendschappelijk | Japan − Uruguay | 1 − 1   |

## Samenvatting
| Competitie        | Totaal gespeeld | Winst Japan | Gelijk | Winst Uruguay | Doelsaldo Japan – Uruguay |
| ----------------- | --------------- | ----------- | ------ | ------------- | ------------------------- |
| Copa América      | 1               | 0           | 1      | 0             | 2 − 2                     |
| Vriendschappelijk | 8               | 2           | 2      | 4             | 16 − 22                   |
| Totaal            | 9               | 2           | 3      | 4             | 18 − 24                   |

## Details

### Eerste ontmoeting
| Vriendschappelijk (Tokio, Japan, 26 mei 1985): |       |                                                                               |
| Japan                                          | 1 – 4 | Uruguay                                                                       |
| Kazushi Kimura 15'                             | goals | 44' Carlos Aguilera 51' Jorge da Silva 69' Jorge da Silva 73' Carlos Aguilera |

### Tweede ontmoeting
| Vriendschappelijk (Osaka, Japan, 25 augustus 1996):                                               |       |                                                         |
| Japan                                                                                             | 5 – 3 | Uruguay                                                 |
| Masakiyo Maezono 15' Kazuyoshi Miura 26' Takuya Takagi 42' Kazuyoshi Miura 68' Masayuki Okano 84' | goals | 23' Álvaro Recoba 73' Sebastián Abreu 77' Álvaro Recoba |
| - Debuut van Gonzalo de los Santos (Peñarol) en Luis Jonne (CA Cerro) voor Uruguay.               |       |                                                         |

### Derde ontmoeting
| Vriendschappelijk (Tokio, Japan, 28 maart 2003):                                                                 |       |                                      |
| Japan | 2 – 2 | Uruguay                              |
| Shunsuke Nakamura 23' (pen.) Junichi Inamoto 57'                                                                 | goals | 21' Diego Forlán 25' Alejandro Lembo |
| - Debuut van Carlos Diogo (CA River Plate Montevideo) en Juan Ramón Curbelo (CtA Fénix Montevideo) voor Uruguay. |       |                                      |

### Vierde ontmoeting
| Vriendschappelijk (Sapporo, Japan, 20 augustus 2008):                  |       |                                                               |
| Japan                                                                  | 1 – 3 | Uruguay                                                       |
| Sebastián Eguren 48' (e.d.)                                            | goals | 55' Sebastián Eguren 83' Ignacio González 90' Sebastián Abreu |
| - Debuut van Jorge Rodríguez (CA River Plate Montevideo) voor Uruguay. |       |                                                               |

### Vijfde ontmoeting
| Vriendschappelijk (Rifu, Japan, 14 augustus 2013): |              | |
| Japan | 2 – 4        | Uruguay |
| Shinji Kagawa 54' Keisuke Honda 72' | goals        | 27' Diego Forlán 29' Diego Forlán 53' Luis Suárez 58' Álvaro González |
| Alberto Zaccheroni | bondscoach   | Oscar Tabárez |
| Eiji Kawashima Yasuyuki Konno Atsuto Uchida 83' Maya Yoshida 56' Gotoku Sakai Yasuhito Endo Makoto Hasebe 75' Shinji Okazaki Keisuke Honda Shinji Kagawa Yoichiro Kakitani 64' | opstellingen | Fernando Muslera Maximiliano Pereira Diego Lugano 80' Diego Godín 78' Martín Cáceres 67' Álvaro González 62' Walter Gargano 67' Cristian Rodríguez 62' Nicolás Lodeiro Diego Forlán Luis Suárez |
| Masahiko Inoha 56' Yohei Toyoda 64' Hotaru Yamaguchi 75' Yuichi Komano 83' | wissels      | 62' Sebastián Eguren 62' Gastón Ramírez 67' Cristhian Stuani 67' Álvaro Pereira 78' Jorge Fucile 80' Sebastián Coates                                                                           |
| | gele kaarten | 49' Maximiliano Pereira |

### Zesde ontmoeting
| Vriendschappelijk (Sapporo, Japan, 5 september 2014):                                                                                 |       |                                       |
| Japan | 0 – 2 | Uruguay                               |
| | goals | 34' Edinson Cavani 70' Abel Hernández |
| - Debuut van Diego Rolán (Girondins de Bordeaux), Camilo Mayada (Danubio) en Mathías Corujo (Club Universidad de Chile) voor Uruguay. |       |                                       |

JFA · A-Internationals · Selecties · Bondscoaches · Statistieken · Olympisch elftal · Japans vrouwenelftal · Japan U21 · Japan U20 · Japan U19 · Japan U18 · Japan U17
1910 – 1949 · 
1950 – 1959 · 
1960 – 1969 · 
1970 – 1979 · 
1980 – 1989 · 
1990 – 1999 · 
2000 – 2009 · 
2010 – 2019 · 
2020 – 2029
CC 1995 · 
CC 2001 · 
CC 2003 · 
CC 2005
WK 1998 · 
WK 2002 · 
WK 2006 · 
WK 2010 · 
WK 2014 · 
WK 2018
OS 1936 · 
OS 1956 ·
OS 1964 · 
OS 1968 · 
OS 1996 ·
OS 2000 ·
OS 2004 ·
OS 2008 ·
OS 2012 ·
OS 2016 ·
OS 2020
1917 · 
1918 · 1919 · 
1921 · 
1922 · 
1923 · 
1924 · 
1925 · 
1926 · 
1927 · 
1928 · 1929 · 
1930 · 
1931 · 1932 · 1933 · 
1934 · 
1935 · 
1936 · 
1937 · 1938 · 
1939 · 
1940 · 
1941 · 
1942 · 
1943 – 1950 · 
1951 · 
1952 · 1953 · 
1954 · 
1955 · 
1956 · 
1957 · 
1958 · 
1959 · 
1960 · 
1961 · 
1962 · 
1963 · 
1964 · 
1965 · 
1966 · 
1967 · 
1968 · 
1969 · 
1970 · 
1971 · 
1972 · 
1973 · 
1974 · 
1975 · 
1976 · 
1977 · 
1978 · 
1979 · 
1980 · 
1981 · 
1982 · 
1983 · 
1984 · 
1985 · 
1986 · 
1987 · 
1988 · 
1989 · 
1990 · 
1991 · 
1992 · 
1993 · 
1994 · 
1995 · 
1996 · 
1997 · 
1998 · 
1999 · 
2000 · 
2001 · 
2002 · 
2003 · 
2004 · 
2005 · 
2006 · 
2007 · 
2008 · 
2009 · 
2010 · 
2011 · 
2012 · 
2013 · 
2014 · 
2015 ·
2016 ·
2017 ·
2018 ·
2019 ·
2020 ·
2021 ·
2022
Afghanistan ·
Angola ·
Argentinië ·
Australië ·
Azerbeidzjan · 
Bahrein ·
Bangladesh ·
België ·
Bolivia ·
Bosnië en Herzegovina ·
Brazilië ·
Brunei ·
Bulgarije ·
Cambodja ·
Canada ·
Chili ·
China ·
Colombia ·
Costa Rica ·
Cyprus ·
Denemarken ·
Duitsland ·
Ecuador ·
Egypte ·
El Salvador ·
Engeland ·
Filipijnen ·
Finland ·
Frankrijk ·
Ghana ·
Griekenland ·
Guatemala ·
Haïti ·
Honduras ·
Hongarije ·
Hongkong ·
IJsland ·
India ·
Indonesië ·
Irak ·
Iran ·
Israël ·
Italië ·
Ivoorkust ·
Jamaica ·
Jemen ·
Joegoslavië ·
Jordanië ·
Kameroen ·
Kazachstan ·
Kirgizië ·
Koeweit ·
Kroatië ·
Letland ·
Luxemburg ·
Macau ·
Maleisië ·
Mali ·
Malta ·
Mexico ·
Mongolië ·
Montenegro ·
Myanmar ·
Nederland ·
Nepal ·
Nieuw-Zeeland ·
Nigeria ·
Noord-Korea ·
Noorwegen ·
Oekraïne ·
Oezbekistan ·
Oman ·
Oostenrijk ·
Pakistan ·
Palestina ·
Panama ·
Paraguay ·
Peru ·
Polen ·
Qatar ·
Roemenië ·
Rusland ·
Saoedi-Arabië ·
Schotland ·
Senegal ·
Servië ·
Servië en Montenegro ·
Singapore ·
Slowakije ·
Sovjet-Unie ·
Spanje ·
Sri Lanka ·
Syrië ·
Tadzjikistan ·
Taiwan ·
Thailand ·
Togo ·
Trinidad en Tobago ·
Tsjechië ·
Tunesië ·
Turkije ·
Turkmenistan ·
Uruguay ·
Venezuela ·
Verenigde Arabische Emiraten ·
Verenigde Staten ·
Vietnam ·
Wales ·
Wit-Rusland ·
Zambia ·
Zuid-Afrika ·
Zuid-Jemen ·
Zuid-Korea ·
Zuid-Vietnam ·
Zweden ·
Zwitserland
Australië (2006) · 
Brazilië (2006) · 
België (2018) · 
Colombia (2014) · 
Colombia (2018) ·
Denemarken (2010) ·
Duitsland (2022) · 
Frankrijk (2001) · 
Griekenland (2014) · 
Ivoorkust (2014) · 
Kameroen (2010) · 
Kroatië (2006) · 
Nederland (2010) ·
Polen (2018) ·
Senegal (2018) ·
Spanje (2022)
AUF · A-internationals · Selecties · Bondscoaches · Uruguayaans vrouwenelftal · Olympisch elftal · Uruguay U21 · Uruguay U20 · Uruguay U19 · Uruguay U18 · Uruguay U17
1900 – 1909 ·
1910 – 1919 ·
1920 – 1929 ·
1930 – 1939 ·
1940 – 1949 ·
1950 – 1959 ·
1960 – 1969 ·
1970 – 1979 ·
1980 – 1989 ·
1990 – 1999 ·
2000 – 2009 ·
2010 – 2019 ·
2020 – 2029
WK 1930 · 
WK 1950 · 
WK 1954 · 
WK 1962 · 
WK 1966 · 
WK 1970 ·
WK 1974 · 
WK 1986 · 
WK 1990 · 
WK 2002 · 
WK 2010 · 
WK 2014 · 
WK 2018
OS 1924 · 
OS 1928 ·
OS 2012
1902 · 
1903 · 
1904 · 
1905 · 
1906 · 
1907 · 
1908 · 
1909 ·
1910 · 
1911 · 
1912 · 
1913 · 
1914 · 
1915 · 
1916 · 
1917 · 
1918 · 
1919 ·
1920 · 
1921 · 
1922 · 
1923 · 
1924 · 
1925 · 
1926 · 
1927 · 
1928 · 
1929 ·
1930 · 
1931 · 
1932 · 
1933 · 
1934 · 
1935 · 
1936 · 
1937 · 
1938 · 
1939 ·
1940 · 
1941 · 
1942 · 
1943 · 
1944 · 
1945 · 
1946 · 
1947 · 
1948 · 
1949 ·
1950 · 
1951 · 
1952 · 
1953 · 
1954 · 
1955 · 
1956 · 
1957 · 
1958 · 
1959 ·
1960 · 
1961 · 
1962 · 
1963 · 
1964 · 
1965 · 
1966 · 
1967 · 
1968 · 
1969 ·
1970 · 
1971 · 
1972 · 
1973 · 
1974 · 
1975 · 
1976 · 
1977 · 
1978 · 
1979 ·
1980 · 
1981 · 
1982 · 
1983 · 
1984 · 
1985 · 
1986 · 
1987 · 
1988 · 
1989 ·
1990 ·
1991 · 
1992 · 
1993 · 
1994 · 
1995 · 
1996 · 
1997 · 
1998 · 
1999 · 
2000 · 
2001 · 
2002 · 
2003 · 
2004 · 
2005 · 
2006 · 
2007 · 
2008 · 
2009 · 
2010 · 
2011 · 
2012 · 
2013 · 
2014 · 
2015 · 
2016 ·
2017 ·
2018 ·
2019 ·
2020 ·
2021 ·
2022 ·
2023 ·
2024
Algerije ·
Angola ·
Argentinië ·
Australië ·
België ·
Bolivia ·
Brazilië ·
Bulgarije ·
Canada ·
Chili ·
China ·
Colombia ·
Costa Rica ·
Cuba ·
DDR ·
Denemarken ·
Duitsland ·
Ecuador ·
Egypte ·
Engeland ·
Estland ·
 Finland ·
Frankrijk ·
Georgië ·
Ghana ·
Guatemala ·
Haïti ·
Honduras ·
Hongarije ·
Ierland ·
India ·
Indonesië ·
Irak ·
Iran ·
Israël ·
Italië ·
Ivoorkust ·
Jamaica ·
Japan ·
Joegoslavië ·
Jordanië ·
Libië ·
Luxemburg ·
Maleisië ·
Mexico ·
Marokko ·
Nederland ·
Nicaragua ·
Nieuw-Zeeland ·
Nigeria ·
Noord-Ierland ·
Noorwegen ·
Oekraïne ·
Oezbekistan ·
Oman ·
Oostenrijk ·
Panama ·
Paraguay ·
Peru ·
Polen ·
Portugal ·
Roemenië ·
Rusland ·
Saarland ·
Saoedi-Arabië ·
Schotland ·
Senegal ·
Servië & Montenegro ·
Singapore ·
Slovenië ·
Sovjet-Unie ·
Spanje ·
Tahiti ·
Thailand ·
Trinidad en Tobago · 
Tsjechië ·
Tsjecho-Slowakije ·
Tunesië · 
Turkije ·
Venezuela ·
Verenigde Arabische Emiraten ·
Verenigde Staten ·
Wales ·
Zuid-Afrika ·
Zuid-Korea ·
Zweden ·
Zwitserland
Argentinië (1986) ·
België (1990) ·
Brazilië (1950) · 
Colombia (2014) ·
Costa Rica (2014) ·
Denemarken (1986) ·
Denemarken (2002) ·
Duitsland (2010) ·
Egypte (2018) ·
Engeland (2014) ·
Frankrijk (2002) ·
Frankrijk (2010) ·
Frankrijk (2018) ·
Ghana (2010) ·
Italië (1990) ·
Italië (2014) ·
Mexico (2010) ·
Nederland (1974) ·
Nederland (2010) ·
Portugal (2018) ·
Rusland (2018) ·
Saoedi-Arabië (2018) ·
Schotland (1986) ·
Senegal (2002) ·
Spanje (1990) ·
West-Duitsland (1986) ·
Zuid-Afrika (2010) ·
Zuid-Korea (1990) ·
Zuid-Korea (2010)